# جاك روبرتس (ممثل)
جاك روبرتس (بالإنجليزية: Jack Roberts)‏ هو ممثل أمريكي، ولد في 1979.

## وصلات خارجية
- جاك روبرتس على موقع IMDb (الإنجليزية)
- جاك روبرتس على موقع قاعدة بيانات الفيلم (الإنجليزية)